# 산지

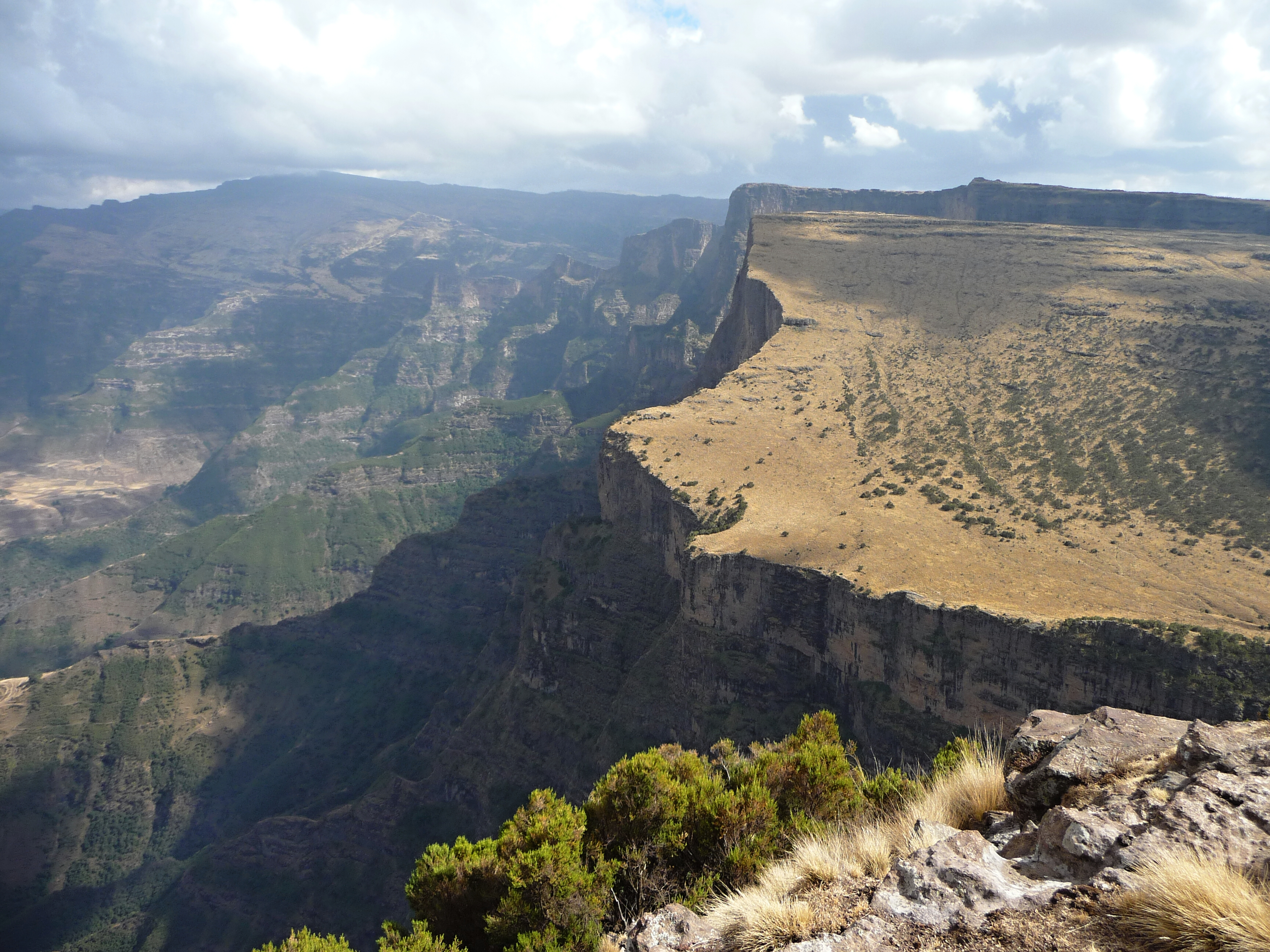

산지(山地)는 평지랑은 대비되며, 큰 기복과 경사를 가지고 여러 산으로 이루어진 넓은 지역이다.
(여러 산으로 이루어진 넓은 지역이다.)
우리 국토의 약 70%는 산지이다.

## 같이 보기
- 산지 생태계